# Пику-Алту (Вила-ду-Порту)
Пику-Алту (порт. Pico Alto, дословно c порт. — «Высокий Пик») — гора, которая является самой высокой точкой (586,84 метра) на острове Санта-Мария, входящем в португальский архипелаг Азорские острова.

## История

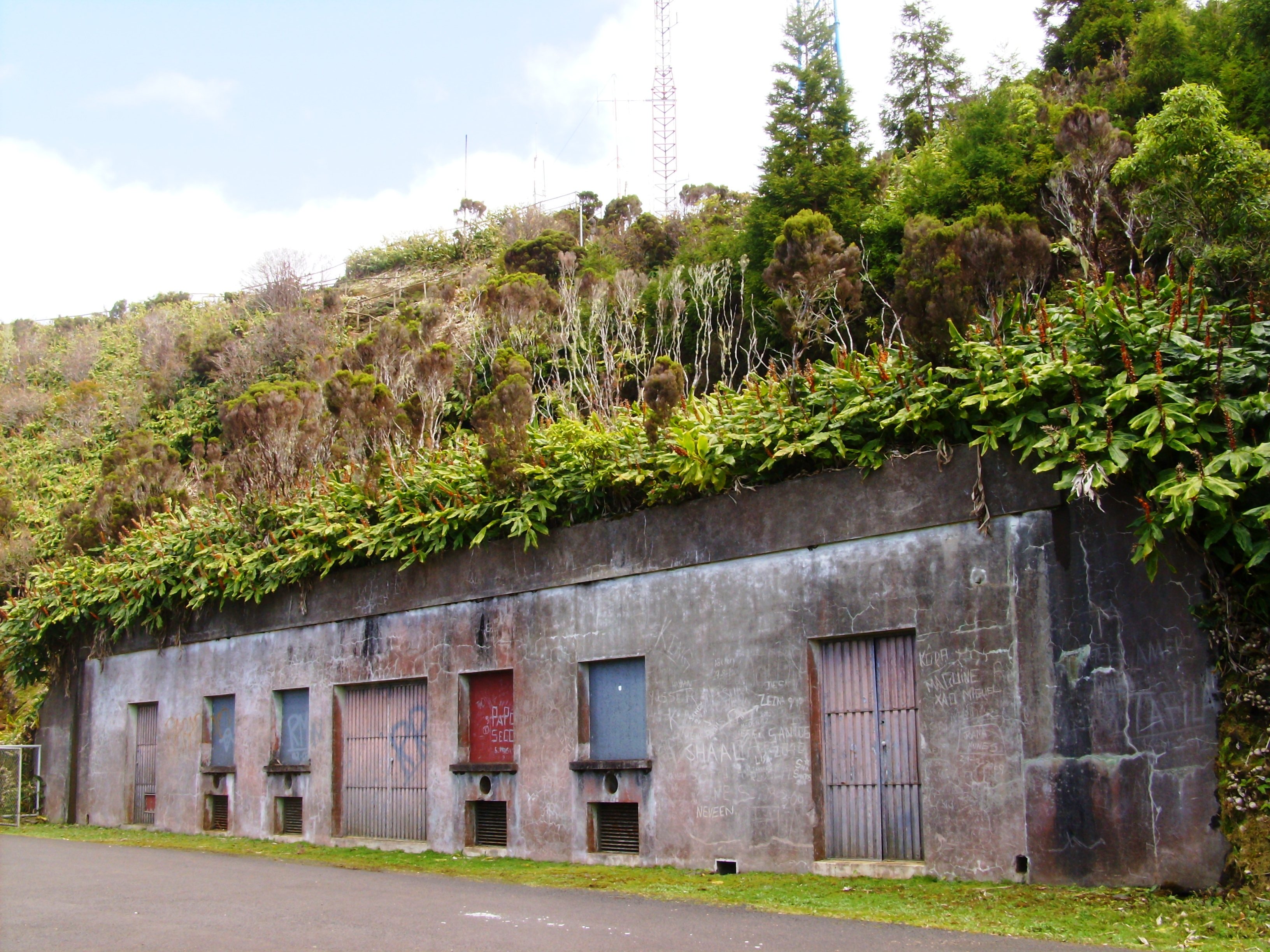
Доты и военные сооружения вблизи вершины Пику-Алту, использовавшиеся португальскими военными, теперь заброшены и находятся в руинах.

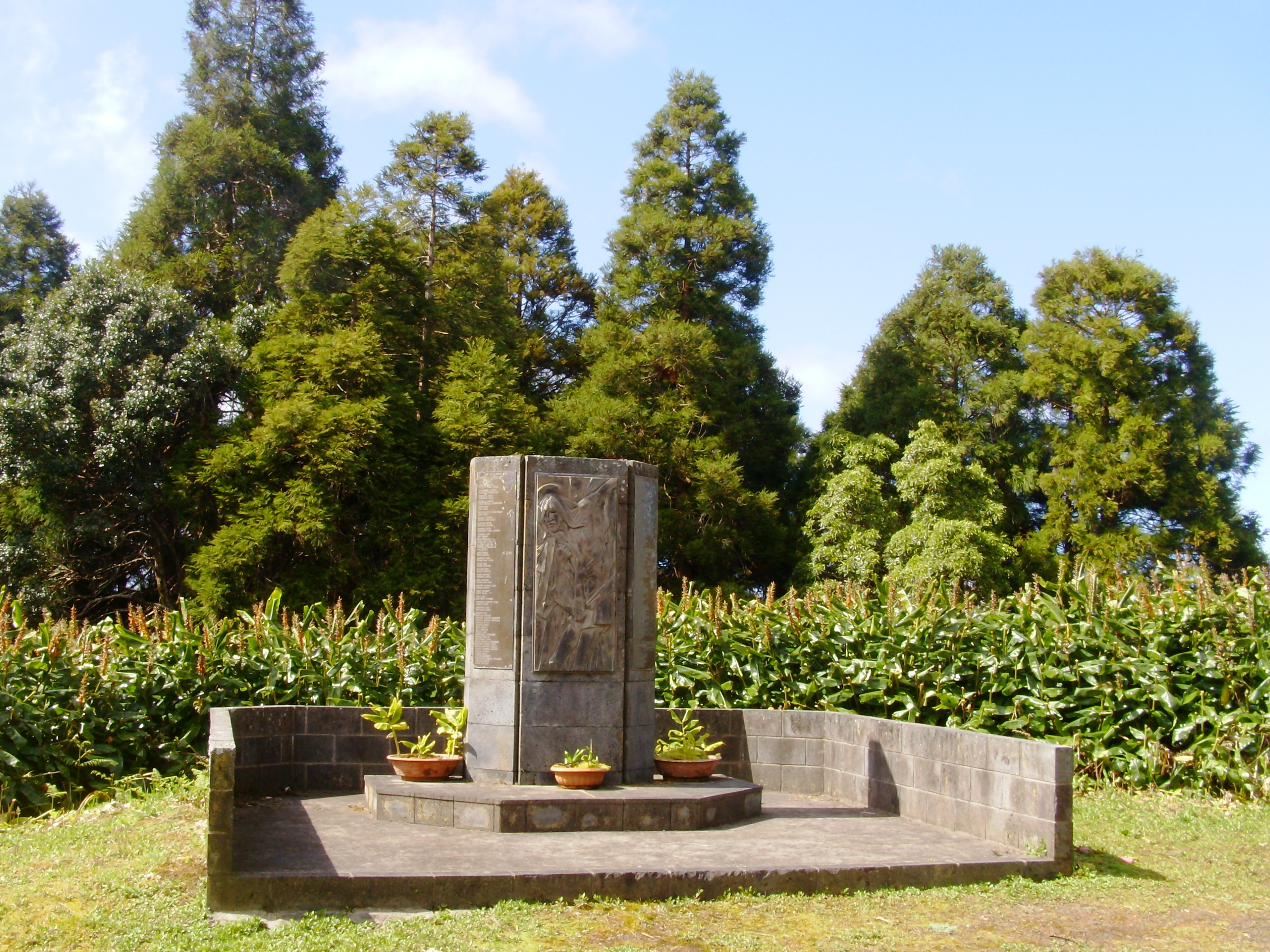
Мемориал, посвященный катастрофе Boeing 707 на Санта-Марии

Первоначальное формирование вулканического комплекса Фашу — Пику-Алту было фазой интенсивного вулканизма, возникшего в результате подводных извержений ещё 5 миллионов лет назад, что привело к образованию Пику-ду-Фашу и обширных подушечных лав. Остатки этих подушечных лав, которые можно обнаружить на высоте 180 метров (590 футов) над уровнем моря, помогли увеличить размер острова примерно до его современных размеров.
После этих извержений земля оползла в море, вступив в период субаэрального вулканизма, который привёл к образованию большого рельефа в комплексе, связанного с лахарами и эрозионным ростом. Комплекс Пику-Алту непрерывно существовал между 5 и 3 миллионами лет назад.
8 февраля 1989 года самолет рейса 1851 Independent Air врезался в Пику-Алту из-за ошибки пилота, в результате чего погибли все 144 человека на борту. Это была самая крупная авиакатастрофа в истории Португалии.
5 декабря 2012 года Региональный секретариат природных ресурсов (Secretaria Regional dos Recursos Naturais) объявил о начале программы лесовосстановления для Пику-Алту; лес Санта-Мария был признан «более идентичным тем первоначальным [доколонизационным] лесам Азорских островов». Используя семена из Лесной службы Нордешти, оперативная группа природного парка Санта-Мария начала высаживать эндемичные виды вересковых (Vaccinium cylindraceum), азорского лавра (Laurus azorica) и других растений. Это стало продолжением программы по уничтожению инвазивных видов растений, которая началась в 2011 году в рамках программы «Региональный план по контролю инвазивной флоры в уязвимых районах» (Plano Regional de Controle de Flora Invasora em Áreas Sensíveis).

## География

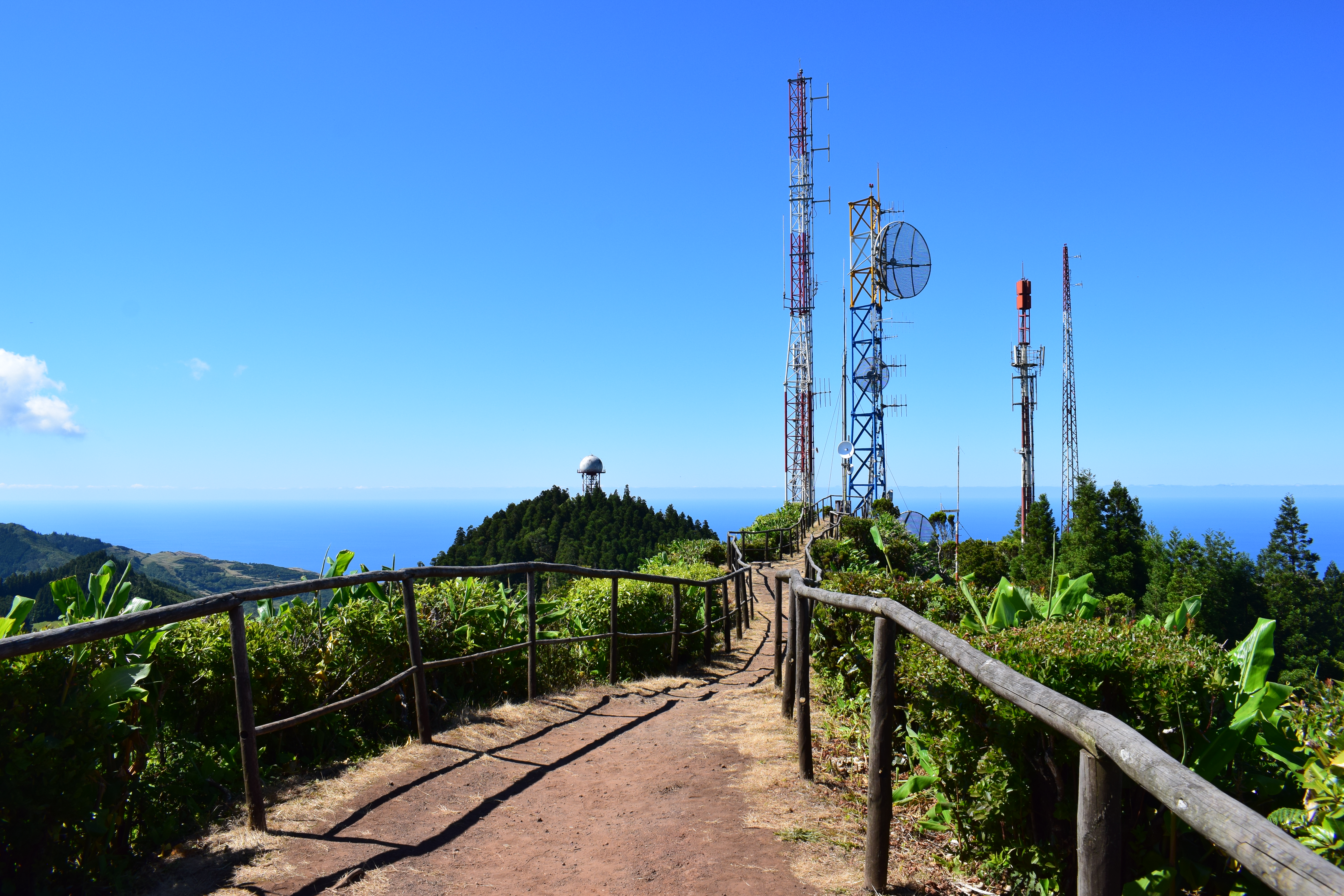
На вершине Пику-Алту расположены антенны связи, а также смотровая площадка, открытая для публики.

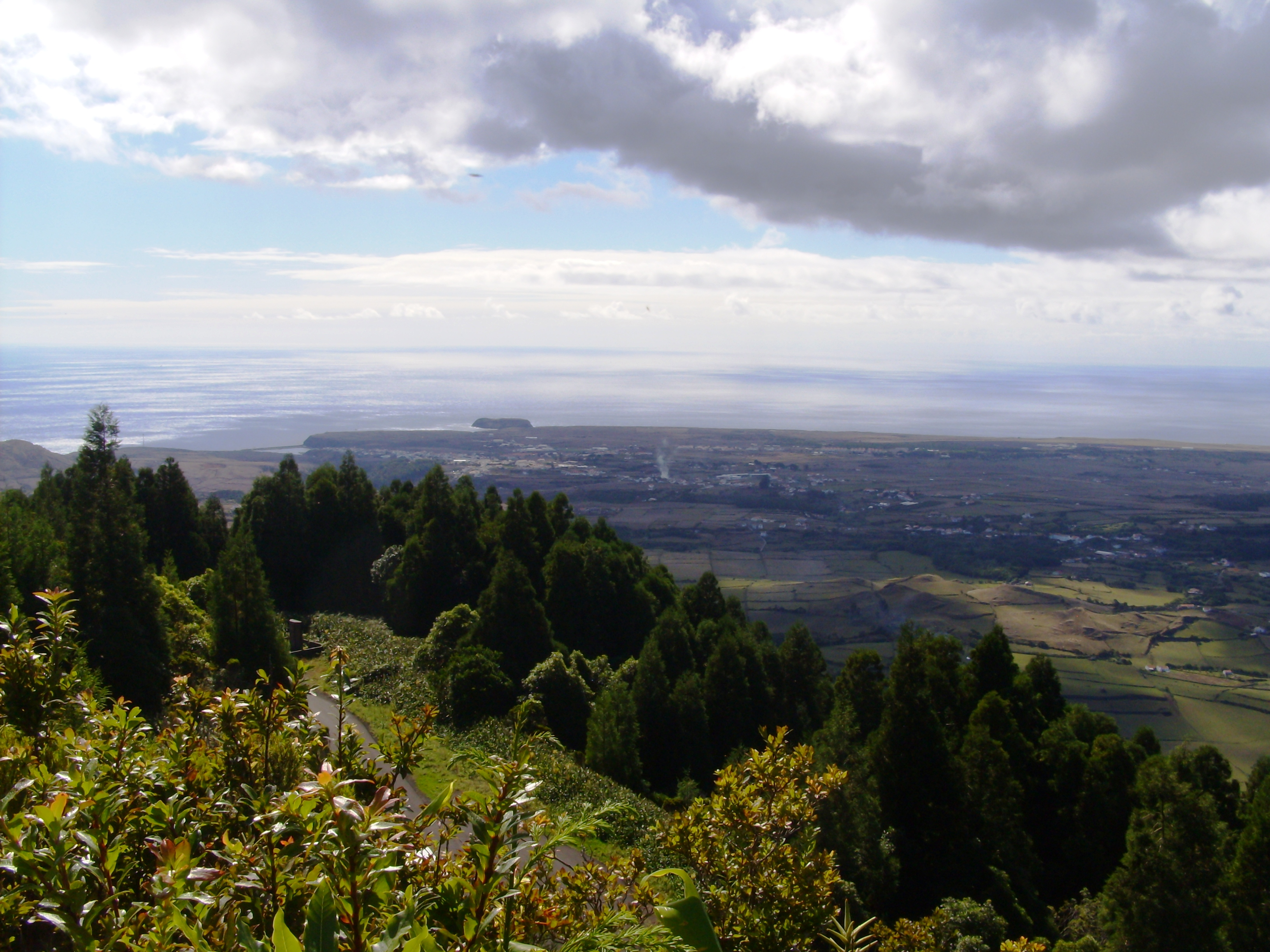
Вид с Пику-Алту на западное побережье острова и Вила-ду-Порту

Остров Санта-Мария был создан из последовательных слоев вулканических материалов и морских осадков, наслаивавшихся в течение периода формирования, из которых Пику-Алту был создан между 2 и 5 миллионами лет назад. Самый старый из Азорских островов, многие из изначальных геологических структур и вулканической морфологии были полностью или частично размыты, разобраны и теперь их трудно обнаружить в ландшафте острова. Пику-Алту, являясь крупнейшей структурой в пределах вулканического комплекса Фашу — Пику-Алту, сохранялся на протяжении всей геологической истории острова.
Геоморфологически Пику-Алту является частью горной цепи, расположенной в центральной части острова, состоящей из горной линии север-юг, разделяющей изрезанное восточное побережье от западной равнины, высота которой редко превышает 277 метров (909 футов). Восточная или горная зона почти полностью покрыта растительностью и выделяется вершинами Пику-Алту, Кавакас (492 метра) и Кальдейрас (484 метра).
Вулканический комплекс Фашу — Пику-Алту формировался в три этапа: первый связан со стратовулканическим подразделением Фашу, а затем два боковых центра, связанных с Пику-Алту. Вулканизм, который породил Фашу, был подводным по своей природе, с двумя видимыми центрами, расположенными в южной части острова: Пику-ду-Фашу и второй пирокластический конус, расположенный в 500 метрах (1600 футов) к западу от Роша-Алта (остатки его камеры все ещё видны вдоль побережья). Оба этих центра эмиссии были ответственны за пирокластические и подводные потоки лавы. На северном побережье, вероятно, был ещё один центр извержения, связанный с этим вулканическим подразделением, но эрозия затрудняет его локализацию. После длительного периода вулканической активности условия изменились, что позволило отложить осадки и сформировать пляжи. Эти отложения были образованы конгломератами камня и морских ископаемых, как, например, в Педраке-Пика.
Пику-Алту возник в результате трещинного извержения, развившегося в восточной части острова. Нижний слой образовался в районе центрального хребта и способствовал росту восточной части острова. Это были субаэральные извержения, и вулканические структуры были затоплены, одновременно с этим произошло важное подводное извержение, свидетельства которого находятся в районах от залива Тагарете до Понта-да-Мальбушка и вдоль восточного побережья. Уникальный центр этой активности находился в Пико-Малоаш.
Второе, или главное извержение, охватывало большую часть восточной части острова и являлось результатом субаэральных и подводных извержений. Периоды субаэральной активности привели к обширным выходам на поверхность, лавовым полям, слоистой пирокласте, дайкам и многочисленным пластам (примерно 230), которые берут начало в центральном рельефе Кавакаса до Кальдейры и проходят через Пику-Алту, в то время как подводные потоки лавы простираются в море в заливе Сан-Лоренсу, Майя и Понта-ду-Каштелу.
Обе серии трещинных извержений разделены наземными и морскими отложениями. Первая состоит исключительно из аллювиальных отложений и поверхностного стока, включая лахары, в виде конгломератов и суглинистых грубых частиц, таких как в Бон-Дешпашу-Велью и Алту-ду-Поэнти, а также между Фетейрашем и Посу-Гранди. Морские отложения приурочены к более старым пляжам, таким как Понта-дус-Матуш, Понта-да-Роша или Понта-ду-Каштелу. Некоторые, как в Понта-ду-Каштелу, состоят из известковых ископаемых, датируемых плиоценом.